# Јомиф Кејелча
Јомиф Кејелча Атомса (амхарски: ዮሚፍ ቀጀልቻ; рођен 1. августа 1997.) је етиопски атлетичар, бивши светски рекордер у полумаратону и бивши светски рекордер у дворани у трци на једну миљу. Освојио је сребрну медаљу на 10.000 метара на Светском првенству 2019. и златне медаље на 3.000 метара на Светском првенству у дворани 2016. и 2018. године.

## Каријера

#### 2013
Јомиф Кејелча је дебитовао на Светском првенству за млађе јуниоре (узраст до 18 година), Доњецку освојивши злато на 3000 метара са временом 7:53,56.

#### 2014
У јуну 2014. заузео је друго место у трци на 3.000 м са временом 7:36,28 на елитном митингу Голден Спајк у Острави. Јомиф је победио на 5.000 метара на Светском првенству за јуниоре у Јуџину, трчећи 13:25,19. Такође је освојио злато на 3.000 м на Олимпијским играма младих у Нанкингу касније тог лета.

#### 2015
Дебитовао је у Дијамантској лиги у Дохи, пласиравши се на пето место на 3.000 м. Затим је победио у трци на 5.000 м на митингу Прифонтејн Класик у Јуџину, поправљајући свој лични рекорд на 13:10.54. Кејелча је остварио своју прву победу у Дијамантској лиги, већ следеће недеље у Риму, трчећи 5.000 м први пут испод 13 минута: 12:58,39. 11. септембра 2015. Кејелча се такмичио на митингу Дијамантске лиге у Бриселу, истрчавши нови лични рекорд у времену од 12:53,98.

#### 2016
2016. је започео освајањем злата на 3.000 метара на Светском првенству у дворани у Портланду. 27. августа, Кејелча је победио на такмичењу Дијамантске лиге у Паризу са новим светским рекордом за јуниоре у трци на 3.000 метара у времену од 7:28,19.

#### 2018
На митингу у Шведској 18. августа 2018, Кејелча је победио на 3.000 м са временом 7:28.00. 31. августа је заузео треће место на 5.000 м на финалу Дијамантске лиге у Бриселу. Истрчао је лични рекорд од 12:46,79, што га је тада учинило седмим најбржим тркачем икада.

#### 2019
Кејелча се 9. фебруара 2019. на само једну стотинку приближио светском рекорду Хишама ел Геружа у трци на једну миљу у дворани. Истрчао је 3:48,46, што га је тадала стављало на друго место најбржих тркача на једну миљу икада. Кејелча је 3. марта оборио светски рекорд у дворани са временом 3:47,01.
Јомиф је освојио сребрну медаљу на 10.000 метара на Светском првенству 2019. одржаном у Дохи у Катару.

#### 2021-2022
Завршио је осми на одложеним Олимпијским играма у Токију 2021. Био је осми на 5.000 м на Светском првенству 2022. у Јуџину.

### 2023
Кејелча је 19. марта 2023. године у Лилу, у Француској, за само једну секунду пропустио да обори светски рекорд Берихуа Арегавија у друмској трци на 5 километара. Ипак, резултатом 12:50 попео се на друго место најбржих на светској листи свих времена у дисциплини трчања на друму на 5 км.
Кејелча је 15. јуна победио на 5.000 метара на Бислет играма у Ослу у времену 12:41,73, што је пето најбрже време у историји на 5.000 метара. Други, иза Кејелче, био је Џејкоб Киплимо, који је изгубио за само 0,003 секунде (три хиљадита дела секунде). Овом тесном завршницом, оба тркача су својим временима (12:41,725, односно 12:41,728), поделили пето најбрже време у историји трчања на 5.000 метара. Киплимово друго место је такође значајно по томе што је то најбрже време без победе у историји трке на 5.000 метара, надмашивши друго место Данијела Комена од 12:44,90, који је изгубио од Хаилеа Гебрселасија 12:41,86 у трци на 5.000 метара из 1997. године.

### 2024
Након освојеног 6. места у трци на 10.000 метара на Олимпијским играма у Паризу Кејелча је 27. октобра победио у полумаратонској трци у Валенсији у времену тада новог светског рекорда од 57:30 (57 минута, 30 секунди). Овај резултат надмашио је Џејкоб Киплимо 16. фебруара 2025. са временом 56:42.

## Достигнућа
Све информације са профила Јомифа Кејелче на сајту Светске атлетике.

### Међународна такмичења
| Година | Такмичење                          | Место                           | Позиција | Дисциплина | Резултат | Белешка |
| ------ | ---------------------------------- | ------------------------------- | -------- | ---------- | -------- | ------- |
| 2013.  | Светско првенство за млађе јуниоре | Доњецк, Украјина                | 1        | 3.000 м    | 7:53,56  |         |
| 2014.  | Афричке омладинске игре            | Габороне, Боцвана               | 1.       | 3.000 м    | 7:56,51  |         |
| 2014.  | Светско првенство за јуниоре       | Јуџин, САД                      | 1.       | 5.000 м    | 13:25,19 |         |
| 2014.  | Олимпијске игре младих             | Нанкинг, Кина                   | 1.       | 3.000 м    | 7:56,20  |         |
| 2015.  | Афричко првенство за јуниоре       | Адис Абеба, Етиопија            | 1.       | 5.000 м    | 14:31,03 |         |
| 2015.  | Светско првенство                  | Пекинг, Кина                    | 4.       | 5.000 м    | 13:52,43 |         |
| 2016.  | Светско првенство у дворани        | Портланд, САД                   | 1.       | 3.000 м    | 7:57,21  |         |
| 2017.  | Светско првенство                  | Лондон, Уједињено Краљевство    | 4.       | 5.000 м    | 13:33,51 |         |
| 2018.  | Светско првенство у дворани        | Бирмингем, Уједињено Краљевство | 1.       | 3.000 м    | 8:14,41  |         |
| 2019.  | Светско првенство                  | Доха, Катар                     | 2.       | 10.000 м   | 26:49,34 |         |
| 2021.  | Олимпијске игре                    | Токио, Јапан                    | 8.       | 10.000 м   | 27:52,03 |         |
| 2022.  | Светско првенство                  | Јуџин, САД                      | 8.       | 5.000 м    | 13:12,09 |         |
| 2023.  | Светско првенство                  | Будимпешта, Мађарска            | 5.       | 5.000 м    | 13:12,51 |         |
| 2024.  | Олимпијске игре                    | Париз, Француска                | 6.       | 10.000 м   | 26:44,02 |         |

### Лични рекорди

#### На атлетској стази:
- 1.500 метара – 3:32,37 (Нерха 2024)
- 1.500 метара у дворани – 3:31,25* (Бостон 2019)
- Једна миља – 3:58,24 (Стенфорд, Калифорнија 2019)
- Једна миља у дворани – 3:47,01 (Бостон, МА 2019) - Рекорд Африке
- 2.000 метара у дворани – 4:57,74 (Мец 2014)
- 3.000 метара – 7:23,64 (Јуџин 2023)
- 3000 метара у дворани – 7:38,67 (Карлсруе 2018)
- 5.000 метара – 12:38,95 (Осло 2024)
- 10.000 метара – 26:31,01 (Нерха 2024)

#### На друму:
- 5 километара – 12:50 (Лил 2023)
- 10 километара – 26:37 (Ларедо 2024)
- Полумаратон – 57:30 (Валенсија 2024)

## Напомена
*Кејелча је свој најбољи резултат на 1.500 метара у дворани (3:31,25) истрчао као пролазно време у својој рекордној трци на једну миљу.